# Grass (Unternehmen)

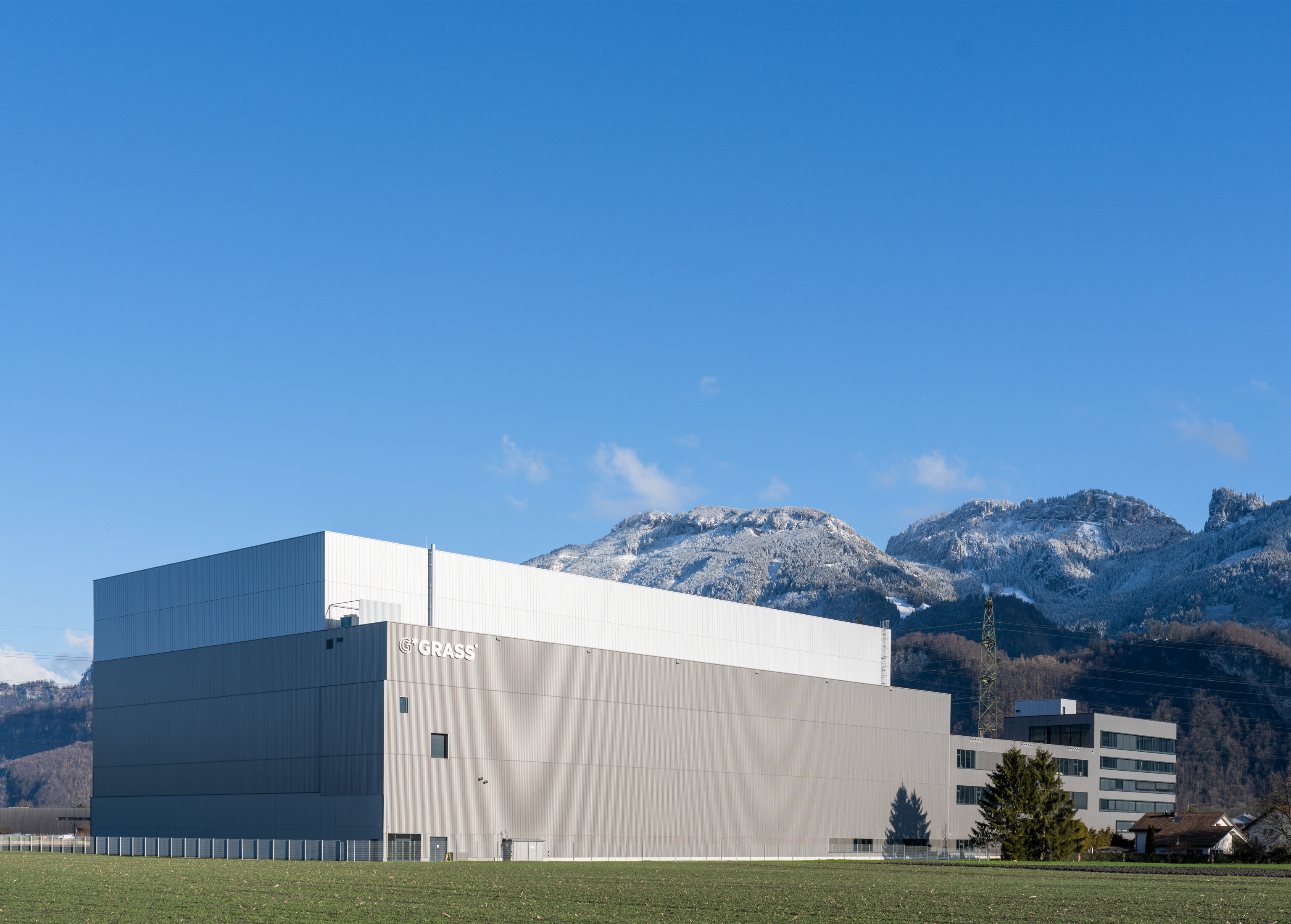
GRASS Standort Hohenems (Verwaltung und Logistik)

Die Grass GmbH (Eigenschreibweise: GRASS) ist ein internationaler Hersteller von Bewegungssystemen für Möbel.

## Standorte
Der Stammsitz von Grass befindet sich in Höchst im österreichischen Bundesland Vorarlberg. Darüber hinaus produziert Grass in Werken im benachbarten Götzis, in Salzburg (Bereich Kunststoff), im deutschen Reinheim (Bereich Scharnier-Systeme) und im tschechischen Český Krumlov sowie in Kernersville (North Carolina) in den USA.
Vertriebsniederlassungen befinden sich in Italien, Spanien, Großbritannien, Schweden, Türkei, USA, Südafrika, Kanada und Australien. Mit über 200 weiteren Vertriebspartnern ist das Unternehmen in 60 Ländern vertreten.

## Geschichte
Das Unternehmen Grass wurde 1947 von Alfred Grass (* 1914 in Höchst; † 2003) in Höchst gegründet und in einer gemieteten Turnhalle wurde mit der Produktion von Metallteilen begonnen. 1977 folgte die Gründung einer eigenen Vertriebsgesellschaft in den USA.
Zum Ende des letzten Jahrhunderts fusionierten die Mepla-Werke (produziert seit 1929 in Deutschland Möbelbeschläge) mit der 1976 gegründeten Alfit AG aus Götzis. Beide Unternehmen wurden in den 1990er Jahren von der internationalen Würth-Gruppe übernommen und seit dem 1. März 2004 ist auch Grass ein Unternehmen der Würth-Gruppe.

2007 fusionierten Mepla-Alfit und Grass. Daraus ging die neue Grass Gruppe hervor.
Am 15. November 2011 wurde Ronald Weber zum neuen Vorsitzenden der Geschäftsführung der Grass GmbH berufen und er löste Frank Nessler ab.
Grass errichtete in Hohenems ein Betriebsgebäude für Verwaltung und Logistik als vierten Standort in Österreich neben Höchst, Götzis und Salzburg.
Das neue Headquarters bzw. Logistikzentrum in Hohenems wurde im ersten Quartal 2020 bezogen.

## Produkte

### Produktportfolio
Das Produktportfolio des Herstellers erstreckt sich über unterschiedliche Bereiche: Doppel- und einwandige Auszugs-Systeme, Führungs-Systeme sowie Rollenführungen gehören ebenso dazu wie Scharnier- und Klappensysteme. Das Produktportfolio wird um Verarbeitungsmaschinen und -hilfen ergänzt.